# Драган Николич
Драган Николич (нар.20 серпня 1943 — 11 березня 2016) — сербський актор. Народився в Белграді. Навчався в Академії мистецтв, кіно, радіо та телебачення.

## Біографія

### Кіноактор
Кар'єру почав 1964 р. другорядною роллю у фільмі «Pravo stranje stravi». Ім'я змінив завдяки відомій телевізійній серії 1965 р. «Dovoljno je cutati». Гра у цьому фільмі зробила його відомим. Першою його головною роллю була роль сезонного робітника з низькими моральними якостями, що гине, але так і не знаходить свого місця в житті. Це — роль у фільмі «Kad budem mravi beo» (1967). За неї (разом з роллю у фільмі «Tri sata za ljubav» (1968)) був нагороджений дипломом фестивалю у Пулі 1968 р. 1985 р. отримав Жовтневу нагороду м. Белград «за креативну здатність перевтілення у різні психологічні характери».

### Актор театру
Мав з 1969 р. понад 20 ролей. Зокрема, грав у п'єсі «На дні» за М. Горьким.

## Вибрана фільмографія
Мав ролі у понад 30 фільмах. Грав також в телевізійних фільмах. Популярними були його ролі доктора Прлета з фільму та серіалів «Otpisani» (1974) та «Povratak otpisanih» (1976) режисера Александра Дордевіча. Мав з дружиною Міленою Дравіч також власну програму «Obraz uz obraz».
Зокрема, знімався у фільмах:
- 1967: Kad budem mrtav i beo/ Коли я буду мертвим та білим(реж. Живоїн Павлович; Премія Фестивалю югославського кіно в Пулі за найкращу чоловічу роль)
- 1968: Tri sata za ljubav/ Три години на любов
- 1969: Хороскоп/ Гороскоп (реж. Боро Драшкович)
- 1970: Бубе у главі
- 1972: Без речи/ Фільм без слів
- 1972: Дервиш и смрт/ Дервіш і смерть
- 1975: Двособна кафана
- 1978: Национална класа/ Національній клас (реж. Горан Маркович; премія імператора Констянтина)
- 1980: Хто це там співає/ Ко то тамо пева (реж. Слободан Шиян)
- 1981: Бановић Страхиња/ Банович Страхиня
- 1981: Сезона мира у Паризу/ Сезон миру в Парижі
- 1983: Балкан експрес/ Балканський експрес
- 1983: Чудо невиђено/ Чудо невидане (реж. Живко Николич)
- 1985: Живот је леп/ Життя прекрасне (реж. Бора Драшкович)
- 1986: Обећана земља/ Земля обітованна(реж. Велько Булаїч)
- 1989: Госпођа министарка/ Пані міністерша
- 1989: Сабирни центар/ Збірний пункт(реж. Горан Маркович)
- 1995: Подземље/ Андерграунд (реж. Емір Кустуриця)
- 1995: Урнебесна трагедија (реж. Горан Маркович)
- 1998: Буре барута/ Порохова бочка (реж. Горан Паскалевич)
- 1999: Бело одело/ Білий костюм (реж. Лазар Ристовські)
- 2002: Лавиринт/ Лабіринт
- 2004: Пљачка Трећег рајха/ Пограбування третього рейху (реж. Здравко Шотра)
- 2005: Ивкова слава
- 2007: Четврти човек/ Четвертий
- 2008: Турнеја/ Турне (реж. Горан Маркович)
- 2009: Свети Георгије убива аждаху/ Святий Георгій вбиває змія
- 2012: Вир / Вир
- 2014: Монтевидео, видимо се!